# إليزابيث كيني
إليزابيث كيني (بالإنجليزية: Elizabeth Kenny) هي ممرضة أسترالية، ولدت في 20 سبتمبر 1880 في Warialda ‏ في أستراليا، وتوفيت في 30 نوفمبر 1952 في توومبا في أستراليا.

## وصلات خارجية
- إليزابيث كيني على موقع الموسوعة البريطانية (الإنجليزية)
- إليزابيث كيني على موقع مونزينجر (الألمانية)